# Igreja de Palmeira
A Igreja de Palmeira é uma igreja localizada na freguesia de Palmeira em Braga, Portugal. 

## História
A igreja encontra-se no local onde estava a setecentista Capela de São Sebastião. Em 1895 o então pároco da freguesia, Carlos Almeida, decide construir uma nova igreja paroquial, já que a existente no lugar do Assento era pequena, localizada na periferia da freguesia e a necessitar de profundas reparações.
Em 1914 a obra de pedraria já estava concluída. Nos finais dos anos vinte grande parte das suas estruturas estavam completas, no entanto a capela-mor era constituída pela antiga capela, que conservava ainda a sua torre de sinos. Nessa altura a paróquia liderada pelos padres José Maria Vieira da Costa e Francisco da Silva Pinto, decide convidar o arquitecto Ernesto Korrodi, na altura a trabalhar no vizinho Castelo da D. Chica. Este promove a demolição integral da antiga capela, dando início à construção da abside coberta por uma abobada de berço. A fachada da antiga capela foi incorporada no alçado norte do templo.
A inauguração foi no dia 8 de Junho de 1930.

## Características
A igreja é um templo amplo, de altiva e formosa traça que privilegia a verticalidade harmonizando-se com o cabeço onde se encontra implantado.
A frontaria, com um revestimento azulejar em tom azul, divide-se em três tramos, rematando o central num coroamento sobrelevado, em forma de torre sineira. Ao centro, no cimo da porta desenha-se um arco redondo que envolve a pequena imagem pétrea da padroeira Nossa Senhora da Purificação. Com o mesmo recorte, se apresentam os três janelões que se apresentavam com fundo gradeado, sendo a dimensão do central substancialmente maior. Em 2012 as grades foram substituídas por vitrais. Sobre o janelão central está o relógio, que separa a torre do restante corpo do edifício. 